# Aldo Cosentino
Pour les articles homonymes, voir Cosentino.
Aldo Cosentino, né le 19 décembre 1947 à Tunis (protectorat français de Tunisie) et mort le 7 octobre 2023 à Jossigny (Seine-et-Marne),, est un boxeur français.

## Carrière
Après une médaille d'argent aux championnats d'Europe de Bucarest en 1969, dans la catégorie des poids coqs, Aldo Cosentino remporte son seul titre majeur lors de sa carrière amateur en étant sacré champion d'Europe en 1973 à Belgrade. 
Il est médaillé de bronze aux championnats du monde de La Havane en 1974.
Au niveau national, il est champion de France de boxe amateur dans la catégorie des poids coqs en 1967, 1969, 1970, 1971, 1972, 1974 et 1975 et dans la catégorie des poids plumes en 1973.